# Minotaurus (Dürrenmatt)
Minotaurus ist eine Ballade des Schweizer Schriftstellers Friedrich Dürrenmatt und erschien 1985. Die Geschichte verarbeitet den antiken Mythos aus der Sicht des Minotauros.

## Handlung
Nach der Darstellung des Heranwachsens des Minotaurus, einem Zwitterwesen halb Stier, halb Mensch, wird vom Labyrinth erzählt, dessen Wände aus Glas bestehen. Dadurch spiegelt sich das Bild des Minotaurus in den Wänden und das Wesen sieht sich somit in sehr großer Anzahl selbst, egal in welche Richtung es blickt. Diese Spiegelbilder nimmt er nicht als solche war, sondern sieht in ihnen eigene Individuen, die alle die gleichen Bewegungen wie er ausführen. So betrachtet er sich selbst als eine Art Gott über die Spiegelbilder.
Der Minotaurus begegnet im Labyrinth einem Mädchen, das als einziges Wesen nicht seinen Bewegungen folgt und das für ihn durch seine Spiegelbilder wiederum eine Gruppe von anderen Wesen darstellt. Das Mädchen flüchtet vor ihm und der Minotaurus jagt sie durch das Labyrinth. Er findet sie und sie beginnen zu tanzen. Während des Tanzes kommen sie sich immer näher, bis der Minotaurus das Mädchen umbringt. Er schläft neben ihr ein.
Als er erwacht, ist das Mädchen verschwunden und ein weiterer Mensch erscheint neben ihm. Aus Freude darüber beginnt der Minotaurus wieder zu tanzen. Doch der Mensch stößt mit einer Waffe in seine Brust, woraufhin er auf den Boden sinkt. Nach dieser Attacke erscheinen sechs weiteren Jungen und Mädchen und umjubeln den Minotaurus, da sie glauben, er sei tot.
Der nur verwundete Minotaurus entwickelt nun einen immensen Hass gegen diese. Er springt auf und beginnt die Tanzenden der Reihe nach umzubringen. Als er alle ermordet hat, wendet er sich seinen eigenen Spiegelbildern zu und zerstört große Teile der Glaswände, bis er die Spiegel als solche erkennt und realisiert, dass er der einzige Minotaurus im Labyrinth ist.
Nachdem er erneut eingeschlafen ist, erscheint Ariadne und wickelt einen roten Faden um seine Hörner. Als er einige Zeit später erwacht sieht er Theseus vor sich stehen, der einen Stierkopf trägt, sodass er vom Minotaurus als Spiegelbild wahrgenommen wird. Da aber Theseus nur mit leichter Verzögerung seine Bewegungen nachahmt, realisiert der Minotaurus, dass Theseus ein anderes Wesen ist. Diese Erkenntnis freut ihn, da für ihn nun ein weiterer Minotaurus existiert, der, genauso wie er selbst, von allen gehasst wird. Er beginnt erneut zu tanzen und bemerkt nicht, dass Theseus einen Dolch hervorholt, mit dem er den Minotaurus tötet. Theseus verlässt das Labyrinth und der Kadaver des Minotaurus wird von Vögeln gefressen.

## Hauptfiguren
- Der Minotaurus ist ein Zwitterwesen mit einem Stierkopf und einem Menschenkörper. Er wurde durch Pasiphae zur Welt gebracht, nachdem sie sich von einem dem Poseidon geweihten weißen Stier hat begatten lassen. Nach seinem Heranwachsen in einem Kuhstall wurde er in das Labyrinth eingesperrt.
- Ariadne kommt gegen Ende der Ballade ins Labyrinth und umwickelt die Hörner des Minotaurus mit einem roten Faden.
- Theseus tritt kurz nach Ariadne auf und trägt zur Verwirrung des Minotaurus eine Stiermaske. Er ersticht diesen mit einem Dolch.

## Entstehung
Dürrenmatt arbeitete an der Ballade bereits 1984. In diesem Jahr befand er sich in einer Beziehung mit der Schauspielerin Charlotte Kerr, welche im selben Jahr den Film Portrait eines Planeten drehte. In diesem wird in einer Szene die Geschichte des Minotaurus mündlich vorgetragen.
Im Mai 1985 wurde die Ballade dann erstmals unter dem Titel Minotaurus, Eine Ballade. Mit Zeichnungen des Autors veröffentlicht, während sie vorher noch als Manuskript den Untertitel Ein Ballett trug.

## Adaptionen

### Musikalische Bearbeitungen
- 1990 adaptierte Josef Svoboda die Ballade als Tanztheater in der Laterna magika in Prag.[2]
- 2008 wurde im Royal Opera House in London Harrison Birtwistles die Oper Minotaur uraufgeführt, die durch die Ballade angeregt wurde.[3]
- Die Oper Minotauro von Silvia Colasanti wurde 2018 im Teatro Nuovo Gian Carlo Menotti in Spoleto uraufgeführt.

### Hörspielbearbeitung
- 2004 entstand beim Deutschlandradio unter der Regie von Beate Andres eine knapp 49-minütige Hörspielfassung unter dem Titel Minotaurus. Eine Ballade. Die Musik komponierte Georg Zeitblom. Einziger Sprecher war Bernhard Schütz (Erzähler/Theseus/Chor).[4]